# Pier Nicola Attorese
Pier Nicola Attorese (* 13. Juni 1930 in Tortoreto; † Juni 2021) war ein italienischer Ruderer.

## Biografie
Pier Nicola Attorese nahm an den Olympischen Spielen 1952 teil. In der Achter-Regatta schied er mit der italienischen Crew im Hoffnungslauf aus.
Nach seinem Dienst bei der Marina Militare zog Attorese nach Genua. Während seiner Ruderkarriere konnte er einige italienische Meistertitel gewinnen.